# Chris Kyle
Christopher Scott Kyle (Odessa, 8 aprile 1974 – Contea di Erath, 2 febbraio 2013) è stato un militare e imprenditore statunitense.

## Biografia
Christopher Scott Kyle nacque l'8 aprile 1974 a Odessa, in Texas, figlio primogenito di Deby Lynn Mercer e di Wayne Kenneth Kyle, rispettivamente un'insegnante domenicale e un diacono. 

### Gioventù e arruolamento
All'età di otto anni ricevette dal padre un fucile calibro .30-06 Springfield in regalo e successivamente un fucile a pompa Ithaca 37, che usò per cacciare fagiani, quaglie e cervi. Kyle e suo fratello minore Jeff (nato nel 1978 ed ex-sergente dei Marine dal 2000 al 2008) crebbero allevando fino a 150 capi di bestiame alla volta.
Nel corso della giovinezza, Chris frequentò la Midlothian High School dal 1988 al 1992, distinguendosi come linebacker per i "Permian Panthers", squadra di football americano di cui fu membro dal 1988.
Nel 1992, dopo il diploma, Kyle si iscrisse alla Tarleton State University di Stephenville studiando management agricolo, diventando contemporaneamente un professionista del rodeo (passione maturata ai tempi del liceo) e lavorando come cowboy in un ranch. Tuttavia, la sua carriera terminò bruscamente quando nel 1993, alla fine del suo primo anno d'università, fu gravemente ferito ad un braccio, alle costole, a una spalla, a un rene e a un polmone, episodio che rimase tuttavia marginale in quanto recuperò completamente le funzionalità dell'arto e si riprese dalle altre ferite.
Nel 1996, due anni dopo aver abbandonato il college, il ventiduenne Kyle si recò in un centro di reclutamento militare per arruolarsi volontario nei Marine degli Stati Uniti, con un particolare interesse per le operazioni speciali. Chris firmò il reclutamento, ma la sua proposta fu respinta a causa dei danni subiti al suo braccio.
Solo nel febbraio 1999 il ventiquattrenne ebbe comunque la possibilità di addestrarsi al BUD/S (Basic Underwater Demolition/SEAL) per arruolarsi infine nei Navy SEAL. Nel marzo 2001, riuscì, con la sua classe 233, ad entrare nel reparto speciale dopo 24 settimane di addestramento.

### Carriera militare e guerra in Iraq
Completato l'addestramento, Kyle fu assegnato come cecchino del Plotone "Charlie" all'interno del SEAL Team Three di guarnigione a Coronado, in California.
Dopo gli attentati dell'11 settembre 2001, nel settembre 2002, fu mandato in Kuwait per partecipare al suo primo turno di combattimento in vista dell'imminente invasione angloamericana in Iraq. Allo scoppio della guerra nel marzo 2003, il cecchino, mentre era appostato sul tetto di un edificio nei pressi di Nāṣiriya con l'incarico di proteggere una pattuglia di marine, uccise la sua prima vittima, ovvero una giovane donna irachena mentre era intenta a lanciare una granata di fabbricazione cinese contro i soldati.
Il 7 novembre 2004, con il grado di 2º capo, Kyle fu assegnato per la seconda volta a Fallujah e, nel corso di un periodo sabbatico per addestrare altri cecchini SEAL, divenne famoso tra i marine e i fanti (che aveva l'incarico di proteggere) con il soprannome di "Leggenda", nato tra i commilitoni di Chris che spesso lo chiamavano sarcasticamente il "Mito".
Il 15 aprile 2006, il cecchino, promosso con il rango di 2º capo scelto, prese parte al suo terzo turno con destinazione a Ramadi, per poi partecipare, agli inizi di aprile 2008, al suo quarto e ultimo turno di combattimento a Baghdad. 
Nel quarto turno, come Kyle descrisse nelle sue memorie, nei pressi del distretto di Sadr City sparò con il suo fucile McMillan Tac-338 e uccise un cecchino ribelle che stava mietendo vittime tra i soldati americani. Fu il suo colpo più lungo, a una distanza di circa 1920 metri.
Durante i quattro turni il cecchino fu vittima di numerose imboscate, tra cui sei attacchi IED e due incidenti in elicottero da cui uscì quasi sempre indenne, venendo ferito tre volte. I jihadisti gli attribuirono il soprannome di Shaitan Al-Ramadi ("il diavolo di Ramadi") e misero una taglia di 20.000 dollari sulla sua testa, così come accadde a tutti i cecchini operanti in quella campagna. Misero anche dei cartelli raffiguranti la sua croce tatuata lungo il bicipite sinistro come mezzo per identificarlo.
Kyle affermò di aver ucciso più di 255 guerriglieri iracheni, di cui 160 confermati ufficialmente dal Pentagono, e, per queste azioni, fu decorato con una Medaglia d'Argento, cinque Medaglie di Bronzo e altre tre dal Corpo dei Marine degli Stati Uniti.

### Armi
- Un fucile semiautomatico Mk 11 calibro 7,62 (utilizzato nei pattugliamenti);
- Un Mk 12 Designated Marksman Rifle modificato calibro 5,56 con un semicastello inferiore di un M4A1 per ottenere un calcio pieghevole e consentire il fuoco automatico (utilizzato nei pattugliamenti urbani);
- Un fucile .300 Winchester Magnum M24 con calcio McMillan e canna personalizzata, che è stato successivamente sostituito con .300 Winchester Magnum Accuracy International

### Vita civile
Con il grado di capo di 3ª classe, si congedò con onore dalla Marina il 4 novembre 2009 e, due giorni dopo, si trasferì con la sua famiglia presso la città di Midlothian, in Texas. Tuttavia, la sua vita civile subì delle difficoltà in quanto alcolista e vittima di stress da combattimento, incubi, insonnia e diversi attacchi di ira.
In seguito, divenne presidente e fondatore della "Craft International", una società che promuove l'addestramento tattico per l'esercito e le forze dell'ordine americane. Dopodiché, contribuì a fondare nel 2011 la "FITCO Cares Foundation", un'altra associazione volta a fornire maggiore consulenza sanitaria ai veterani di guerra afflitti da stress post-traumatico.

### Morte
Il 2 febbraio 2013, insieme al suo amico trentacinquenne Chad Littlefield, Kyle fu assassinato dal venticinquenne Eddie Ray Routh presso il poligono di tiro accanto al "Rough Creek Ranch-Lodge-Resort" della contea di Erath, Texas, dove si allenava; Routh era un suo commilitone marine che soffriva di stress da combattimento e Kyle e Littlefield lo avevano invitato al poligono per distrarlo, per socializzare e per aiutarlo per i suoi disturbi dovuti al ritorno dal fronte. Al momento dell'assassinio, sia Kyle che Littlefield erano armati con pistole Colt M1911, ma nessuna delle due era stata ricaricata o aveva sparato, e le sicure erano ancora attivate. I due furono uccisi con due armi appartenenti a Kyle: Routh sparò in tutto tredici colpi. Kyle fu ucciso con una pistola calibro 45, mentre Littlefield con una SIG Sauer P226 calibro 9.
L'11 febbraio si tenne, presso il Cowboys Stadium di Arlington (Texas), un servizio commemorativo per Kyle. Il giorno successivo fu seppellito al Texas State Cemetery di Austin, dopo un corteo funebre di 320 chilometri da Midlothian ad Austin. Centinaia di persone, la maggior parte delle quali sventolavano delle bandiere americane, si erano riunite presso l'autostrada Interstate 35 per assistere alla processione e rendere omaggio all'ex-cecchino.

## Vita privata
Nell'aprile 2001, Kyle aveva incontrato Taya Renae Studebaker in un bar di San Diego chiamato "Maloney's". La coppia convolò a nozze il 16 marzo 2002 ed ebbe due figli, Colton (nato il 3 settembre 2004) e McKenna (nata il 13 aprile 2006).

## La sorte dell'omicida
Dopo le uccisioni, il veterano andò a casa di sua sorella Laura Blevins a Midlothian e le raccontò quello che aveva fatto. In seguito a una telefonata della donna al 911 la polizia locale catturò Eddie dopo un breve inseguimento sull'autostrada, che terminò quando quest'ultimo, che stava fuggendo con il pick-up Ford F-350 di Kyle, si schiantò contro un'auto della polizia a Lancaster.
Routh fu successivamente portato nel carcere della contea di Erath. Il suo processo doveva iniziare il 5 maggio 2014 ma fu posticipato allo scopo di consentire più tempo per soddisfare i requisiti del test del DNA.
Il movente non è mai stato chiarito completamente: durante i primi interrogatori, mostrati ai giurati nel processo, Routh diede diverse versioni sulle cause dei due omicidi; in particolare affermò di avere sparato perché temeva che stessero per ucciderlo o che volessero "rubargli l'anima", mentre in un'altra occasione dichiarò di essersi offeso perché Kyle non gli aveva stretto la mano quando si erano incontrati la prima volta, di essere infastidito dall'odore di acqua di Colonia nel pick-up di Kyle e del fatto che i due non gli avessero praticamente rivolto parola durante il viaggio verso il poligono di tiro.
Il processo iniziò l'11 febbraio 2015. I giudici dovettero decidere se Routh fosse affetto da demenza o se fosse solo disturbato mentalmente, ma comunque penalmente responsabile per l'uccisione di Kyle e Littlefield. Sulla base di numerose perizie e analisi sullo stato mentale di Routh e sulle sue dichiarazioni, i giurati optarono per quest'ultima versione emettendo un verdetto di omicidio, di conseguenza il giudice Jason Cashon emise la condanna per il carcere a vita senza libertà condizionale. Il 24 febbraio 2015 Routh fu così condannato all'ergastolo: l'accusa decise di non chiedere la pena di morte, ma la decisione della giuria fu in seguito trasformata in carcere a vita senza diritto di chiedere la libertà condizionata. Attualmente, Eddie è imprigionato presso il Dipartimento di Giustizia Criminale del Texas nei pressi di Palestine.

## Autobiografia
Dopo essersi congedato, Chris Kyle scrisse American Sniper, un'autobiografia basata sulle sue esperienze belliche in Iraq, da cui è tratto il film omonimo diretto da Clint Eastwood nel 2014 e che vede nei panni del protagonista l'attore Bradley Cooper.